# Her Husband's Wife (film 1916 Christie)
Her Husband's Wife è un cortometraggio muto del 1916 diretto da Al E. Christie (Al Christie).

## Produzione
Il film fu prodotto dalla Nestor Film Company.

## Distribuzione
Distribuito dall'Universal Film Manufacturing Company, il film - un cortometraggio di una bobina - uscì nelle sale cinematografiche USA nel 1916.